# Cactus testudinis-crus
Cactus testudinis-crus là một loài thực vật có hoa trong họ Cactaceae. Loài này được (F.A.C. Weber) Thierry de Menonville mô tả khoa học đầu tiên.